# Skateboarder-Jargon
Der Skateboarder-Jargon besteht weitgehend aus englischen Wörtern, die anstatt der deutschen Übersetzung übernommen wurden. Diese Liste beinhaltet die bekanntesten Skateboardbegriffe, wohingegen Skateboardtricks hier nicht aufgelistet werden.

## #
180°
180°-Drehung des Skateboards um die eigene Achse mitsamt Fahrer (je nachdem backside oder frontside). Die größte Rotation, die bis jetzt von Skateboardern erreicht wurde, umfasst 1260° (auf einer Mega-Ramp durch Mitchie Brusco, August 2019). Entsprechendes gilt für Tricks wie 360°, 540°, 720° usw. (Gesprochen werden die Gradzahlen one-eighty, three-sixty usw.)

## A
A
Der Härtegrad der Rollen wird in A gemessen. Der Durchschnittswert liegt bei etwa 100 A.
 Acid Drop
Wenn der Skater in eine Half- oder Quarter-Pipe springt. Der Name kommt daher, dass der erste Skater, der diesen Trick machte, oft unter Einfluss von Acid (LSD) gestanden haben soll.
 Allterrainboard
Ist optisch und technisch eine Mischung aus Skateboard und Snowboard.
 Am
Abkürzung für einen Amateur-Skater.
 Ankle Roll
Für Skateboarder typische Verletzung, bei dem der Skater mit dem Fußknöchel zumeist nach innen umknickt. Oft geschieht dieses dadurch, dass der Fuß beim „Catchen“ eines Tricks zu weit nach vorn gesetzt wird und bei der Landung über das Tail beziehungsweise die Nose „rollt“.
 Assknife
Das Skateboard richtet sich senkrecht auf und verletzt die genitale oder auch rektale Region des Skaters. Auch No-Family bzw. Second Asshole genannt.

## B
Bail
Kontrollierter Sturz, bei dem der Skater schon während der Trickausführung den Trick abbricht, um einen Sturz zu vermeiden. In der Halfpipe lässt man sich z. B. mit den Schonern in die Transition fallen und fängt den Schwung damit einfach ab.
 Backside
Engl. für Rückseite. Abkürzungen: bs oder b/s. Beschreibt, mit welcher Körperseite sich in Fahrtrichtung gedreht wird oder ein Objekt hinter sich gelassen wird. (Gegenteil von Frontside)
Bank
Auf Deutsch „Ufer“. Eine Schräge, die meistens nicht für das Skaten gedacht ist. Mittlerweile ein sehr häufig vorkommendes Obstacle in Skateparks.
 Baseplate
Grundplatte einer Skateboardachse. Sie verbindet den Hanger mit dem Deck.
 Bearings
Engl. für Kugellager.
 Boardcatcher
Dient dazu, ein Skateboard auf der Rückseite eines Rucksacks zu fixieren.
 Bolts
Die Schrauben, die das Deck mit der Achse verbinden. Pro Achse werden vier Schrauben benötigt. Es gibt zwei Sorten von Bolts: Kreuzschrauben und Inbus.
 Bomb Drop
Ähnlich dem Acid Drop, nur dass hier von einem höher gelegenen Objekt in eine Quarter- beziehungsweise Halfpipe gesprungen wird. Danny Way ist für seinen Bomb Drop von der Gitarre vor dem Hardrock Hotel in Las Vegas, Nevada, bekannt. Es wurde auch schon ein Bomb Drop aus einem Hubschrauber gemacht (ebenfalls von Danny Way).
 Bushings
Engl. für Lenkgummis. Befinden sich in den Achsen und ermöglichen das Lenken mit dem Skateboard und sind in verschiedenen Härtestufen erhältlich. (Siehe Cushion)

## C
Cab
Abkürzung für den Caballerial, ein Trick, den Steve Caballero in den Achtzigern erfunden hat. Er machte als erster einen Fakie Backside 360°, ohne dabei das Skateboard anzufassen (in der Halfpipe). Der Begriff Cab bzw. Halfcab (180°) ist heutzutage ein gängiger Begriff und wird in vielen Extremsportsarten verwendet (Snowboard, Skateboard usw.).
 Catchen
Wenn man das Skateboard nach einem Fliptrick wieder mit den Füßen „einfängt“ und Richtung Boden drückt.
 Chips
Abgesplitterte Holzstücke des Decks.
 Clean
Sauberes Landen nach einem Trick (Gegenteil von Sketchy).
 Combo
Durch die Kombination mehrerer Tricks lassen sich nahezu unendlich viele Variationen kreieren.
 Concave
Die leichte Wellung an den Kanten moderner Decks. Sie erleichtert das Ausführen von Fliptricks.
 Coping
Rundes Metallrohr an der oberen Kante einer Rampe.
 Credit Card
Engl. für Kreditkarte. Gemeint ist damit, dass sich das Skateboard beispielsweise beim Versuch eines Tricks aufrechtstellt und somit den Genitalbereich des Skaters verletzt.
Die Bezeichnung kommt daher, da dieses Malheur dem „Einchecken“ einer Kreditkarte gleicht (s. o. „Assknife“).
 Curb
Engl. für Bordstein bzw. Kante. Gemeint ist ein Hindernis mit einer ebenmäßigen Kante, an dem durch Slides oder Grinds entlang gerutscht werden kann. In Amerika wird es auch „Ledge“ genannt.
 Cushions
Engl. für Dämpfungsscheibe. Lenkgummis in den Achsen.

## D
Deck
Nur das Brett ohne Achsen und Rollen. Meistens aus kanadischem Ahorn gefertigt. Allerdings wird es in vielen Fällen auch für die Bezeichnung des ganzen Bretts mit Achsen und Rollen verwendet, allerdings entspricht dieses nicht der wirklichen Bedeutung.
 Doh-Doh
Gummiringe, die sich zwischen den Achsen eines Skateboards befinden. Sie dienen zur Dämpfung der Kraft, die auf die Achse drückt und dem Lenken des Boards (Lenkgummis).
 Double-Set
Treppenset mit Unterbrechung, z. B. Treppe mit 3 Stufen, anschließend 1 m Fläche, dann wieder eine Treppe mit 3 Stufen.
 Downhill
Beschreibt das Herunterfahren von einem Berg oder einer erhöhten Fläche. Dafür wird meistens ein Longboard benutzt.

## E
Elevator
Engl. Fahrstuhl. Beschreibt eine Quarterramp, die allmählich kleiner oder größer wird und das Coping dementsprechend fällt oder steigt.
 Endo
Der Skater verliert durch eine Gewichtsverlagerung nach vorne die Kontrolle über sein Skateboard, das dann nach hinten „wegschießt“. (Gegenteil von Mr. Wilson, wird daher auch als Mrs. Wilson bezeichnet)

## F
Fakie
„Fakie fahren“ heißt, in seiner normalen Stellung auf dem Board zu stehen und rückwärts anstatt vorwärts fahren.
 Flatland
So bezeichnet man eine ebene Fläche ohne jegliche Rampen oder Erhöhungen, auf der man skaten kann.
 Flatrail
Metallrohr zum Grinden oder Sliden ohne Steigung bzw. Gefälle parallel zum Boden.
 Flatspot
Ungleichmäßige Abnutzung einer Rolle. Macht sich durch ein „knatterndes“ Geräusch sowie ein verschlechtertes Fahrgefühl und eine geringere Geschwindigkeit bemerkbar.
 Flip
Trickkategorie, bei der das Skateboard eine Drehung um eine oder mehrere Achsen vollzieht (siehe Skateboardtrick)
 Flowboard
Eine Form des Skateboards, welche die Eigenschaften eines Snowboards nachzuahmen versucht.
 Footage
Footage ist das bei Film- oder Fotosessions aufgenommene Material vom Skateboarden, das häufig als „Throw-Away-Footy“ im Internet landet oder in Videokompilationen der jeweiligen Gruppe der Öffentlichkeit preisgegeben wird.
 Freakout
Der Freakout bezeichnet das Ausrasten eines Skaters, nachdem er beispielsweise einen Trick nicht gelandet hat. Hierbei wird meistens das Skateboard zum Opfer.
 Freeboard
Skateboardähnliches Brett, welches das Fahrverhalten eines Snowboards auf Asphalt simuliert.
 Freestyle
Ältere Skateboard-Disziplin, bei der ähnlich wie beim Eiskunstlauf auf einer ebenen Fläche eine möglichst flüssige und schnelle Trickfolge abgearbeitet wird. Die Tricks werden oft bei langsamen Tempo oder sogar im Stand durchgeführt. Wird heute nur noch von einem kleinen Fahrerfeld praktiziert. Kann als Vorgänger des heutigen Flatland Skateboarding gesehen werden.
 Frontside
Engl. für Vorderseite. Abkürzungen: fs oder f/s. Beschreibt, welche Körperseite bei einer Drehung nach vorne zeigt, oder auf welcher Körperseite sich ein Objekt beim Grinden befindet (Gegenteil von Backside).
 Funbox
Gängiges Obstacle in Skateparks. Bestehend aus einer großen Box mit schrägen Auf- und Abfahrtsflächen. Wahlweise mit Rails und Ledges.
 Fullpipe
Engl. für „ganzes Rohr“. Ein mehrere Meter großes Rohr, in dem gefahren werden kann.

## G
Gap
Engl. für Lücke oder Loch. Gemeint ist ein Absatz, oft von einer höher gelegenen Ebene zu einer tiefer gelegenen, über die gesprungen wird bzw. über die Tricks ausgeführt werden.
 Goofy
Eine der beiden Grundstellungen auf dem Skateboard (vergleiche mit Regular). Der rechte Fuß steht dabei vorne.
 Grab
Engl. für greifen. Eine Trickkategorie, bei der man mit der Hand nach dem Skateboard greift (siehe Skateboardtrick).
 Grind
Engl. für schleifen. Eine Trickkategorie, bei der mittels der Achsen über ein Hindernis (z. B. Curb) gerutscht wird (siehe Skateboardtrick).
 Griptape
Schleifpapierartiges Material, das auf die Oberseite des Skateboards geklebt wird, um mehr Halt auf dem Brett zu haben.

## H
Halfcab
Halber Caballerial (Fakie Backside 180°).
 Hang-Up
Meistens bei Transition-Skating zu sehen. Der Skater bleibt mit der vorderen oder hinteren Achse am Coping hängen.
 Halfpipe
Engl. für „halbes Rohr“. Eine Konstruktion wie ein halbes Rohr. Heutzutage jedoch meistens mit einem flachen Abschnitt, Flat genannt, in der Mitte.
 Handrail
Engl. für Handstange bzw. Treppengeländer. Skateboarder machen daran Grinds oder Slides.
 Hanger
Oberer Teil einer Skateboardachse, ermöglicht die Lenkung und verbindet die Rollen mit dem Baseplate.
 Hammer
Sind äußerst gefährliche und/oder technisch anspruchsvolle Tricks, die meistens zum Schluss von Skatevideoparts kommen. Dieser Ausdruck wurde von Jim Greco eingeführt. Die Steigerung von 'Hammers’ sind 'after black Hammers’ und bezieht sich auf einen Videoschnittstil, bei dem man zuerst den Eindruck vermittelt bekommt, der Videopart wäre nach den gezeigten Hammers vorbei, aber nachdem das Bild zu schwarz ausfadete, werden dann, meistens in Zeitlupe und mit epischer Musik untermalt, erst die härtesten Tricks des Skaters gezeigt.
 Hippie Jump
Das Board rollt unter einem Hindernis durch. Der Skater springt ohne das Board über das Hindernis und landet danach wieder auf dem Skateboard.
 Hubba
Hubba bezeichnet eine abwärts führende Ledge, z. B. Stufen herunter.

## I
Inch
Amerikanische Maßeinheit, in der auch die Breite von Decks gemessen wird. Ein Inch (dt. Zoll) entspricht 2,54 cm. Die Deckbreite eines Skateboards liegt im Bereich von 7 bis fast 9 Inch.
 InYourFace
Engl. für „In dein Gesicht“. Beschreibt eine Verletzungsart, die meistens beim Ausführen eines Fliptricks passiert. Der Skater verliert die Kontrolle über sein Skateboard, das ihm dann unbeabsichtigt ins Gesicht springt.

## J

Jacky Wacky Kickflip Revert

Jacky Wacky
Wenn man einen Trick aus dem Flat von unten gegen eine Bank macht.
 Jump Ramp
Engl. für Sprungrampe/Sprungschanze.

## K
Kicker
Sprungschanze mit gerader Oberfläche.
 King Pin
Die Schraube, die die Achse zusammenhält, bzw. Baseplate mit Hanger verbindet.
 Kinkrail
Ein Handrail mit einem oder mehreren Knicken.

## L
Ledge
Engl. für Absatz. Gemeint ist ein Hindernis mit einer ebenmäßigen Kante, an dem durch Slides oder Grinden entlang gerutscht werden kann. Im Gegensatz zu einem Curb verbindet eine Ledge zwei unterschiedlich hohe Ebenen und führt oftmals auch Treppen hinunter.
 Local
Ein Skater ist an dem Ort ein Local, an dem er meistens fährt.
 Longboard
Ein spezielles Skateboard, das länger als normale Skateboards (normalerweise zwischen 90 und 150 cm) ist und über einen verlängerten Achsenabstand verfügt.
 Loveseat
Der Loveseat beschreibt eine kleine hervorgezogene Fläche in der Transition eines Pools, auf der sich sitzen lässt. Wäre der Pool mit Wasser gefüllt, läge diese Fläche unterhalb der Wasseroberfläche. Der Name leitet sich aus gewissen Nutzungsszenarien ab.

## M
Mamunt
Wenn man mit seinem Gesäß voran so auf das Skateboard springt, dass es dabei bricht.
 Mr. Wilson
Sehr spezielle, aber sehr typische Art des Sturzes. Hierbei schießt das Board durch falsche Gewichtsverlagerung nach vorne weg und reißt dem Fahrer förmlich den Boden unter den Füßen weg. Der Name entstand aus der Fernsehserie Dennis, in der ein gewisser Mr. Wilson sich regelmäßig auf diese Weise verletzt hat. (Gegenteil von Endo)
 Miniramp
Engl. für „kleine Rampe“. Kleinere Ausgabe einer Halfpipe, die nicht ganz so steil ist und für gewöhnlich nur eine Höhe von ca. 1 bis 2 Metern besitzt.
 Mongo (Mongo footed)
Man bezeichnet damit das Abstoßen vom Boden mit dem vorderen Fuß (statt dem hinteren), bei dem der hintere Fuß auf dem Skateboard verbleibt. Diese Form des Anschiebens (Mongo-Pushen) ist verpönt und daher gibt es so gut wie keine professionellen Skater, die dieses anwenden. Der Nachteil ist, dass der Fahrer dabei unsicherer ist, da das vordere Bein gegen die Fahrtrichtung bewegt werden muss, wenn es zurück auf das Board gestellt wird. Allerdings wird von vielen Skatern, wenn sie Switch (also verkehrtherum) fahren, trotzdem Mongo gepusht, da sie so mit demselben Fuß pushen können, wie wenn sie regular fahren würden.
 Manual
Manual ist eine Trickart, bei der nicht auf allen vier Rädern gefahren wird. Die häufigsten Formen sind der Manual und der Nose-Manual, bei denen nur auf den hinteren beiden bzw. nur auf den vorderen beiden Rädern gefahren wird. Nur im Street- oder Freestyleskaten angewandte Technik.
 Maulen / Der Mauler
Das Maulen ist ein weiterer Begriff für das Scheitern in der Durchführung eines Tricks, dem Bail ähnlich.
 Moshen
Moshen nennt man das Herunterspringen von Treppenstufen, gegebenenfalls mit Einbindung verschiedener Tricks. Skater, die sich hauptsächlich auf das waghalsige Überspringen solcher Gaps konzentrieren, bezeichnet man als Mosher.

## N
Nollie
Fußstellung beim Trick. Vorderer Fuß auf der Nose.
 Nose
Engl. für Nase. Vordere Aufbiegung des Skateboards.
 Nuts
Muttern der Montageschrauben.
 Non-Pop-Trick
Eine besonders schwierige Art, einen Trick auszuführen. Der Trick wird so ausgeführt, dass das Tail den Boden nicht berührt.

## O
Obstacle
Engl. für Hindernis. Gemeint sind Hindernisse in einem Skatepark.
 Ollie
Ist die Kurzform für Ollie Pop und beschreibt das Hochspringen mit dem Board unter Anwendung einer speziellen Fußtechnik. Der Trick wurde 1979 von Alan „Ollie“ Gelfand in der Halfpipe und 1981 in der Flat von Rodney Mullen das erste Mal ausgeführt. (Siehe Skateboardtrick)

## P
Pool
Beckenförmige Art der Halfpipe.
 Poppen
Das schnelle Drücken der Tail auf den Boden, um dem Skateboard einen Aufschwung zu verleihen. Wichtiger Bestandteil des Ollies.
 Primo
Passiert meistens bei Fliptricks, wenn das Skateboard die Drehbewegung nicht vollständig beendet und der Skater unabsichtlich auf dem hochkant gerichteten Skateboard landet und stürzt.
 Pro(skater)
Ein Skater, der allein durch Skateboardfahren seinen Lebensunterhalt finanzieren kann.
 Pole(Jam)
Ein angeschrägter Poller, Begrenzungspfahl oder ähnliches, der z. B. von einem Auto angefahren wurde und so für Skater benutzbar wird. Der Skater macht dort eine Mischung aus Ollie und Grind (ähnlich einem Wallie), er benutzt den Poller quasi als Sprungschanze. Dieser Trick nennt sich Pole Jam oder Pole-grind.
 Pop
Pop wird die Leichtigkeit genannt, mit der man das Board vom Boden abheben kann. Dabei ist der „Pop“ keine geeichte Einheit, sondern nur ein subjektives Empfinden, das durch einen Sprung mit dem Brett festgestellt wird.
 Pumpen
Eine spezielle Technik zur Beschleunigung in flachem Gelände ausschließlich durch Gewichtsverlagerung während der Fahrt.
 Pushen
Als Pushen wird das „Wegschieben“ des Bodens unter dem Skateboard bezeichnet. Es dient zum Antrieb und zur Geschwindigkeitserhöhung des Skateboards. Oftmals wird aber auch eine Art von gegenseitiger Motivation unter Skatenden gemeint.
 Pseudo
Als Pseudo werden vor allem in Internet-Skateboard-Foren Skater bezeichnet, die mehr durch ihre Markenkleidung als durch ihre Leidenschaft am Skateboarden auffallen.
 Poser
Die Bezeichnung „Poser“ entspricht dem des „Pseudos“, der durch das Tragen von Markenklamotten stark auffällt.

## Q
Quarterpipe
Engl. für „viertel Rohr“. Entspricht sozusagen der Hälfte einer Halfpipe.

## R
Rail
Kurzform für Handrail oder Flatrail.
 Regular
Eine der beiden Grundstellungen auf dem Skateboard (Vergleiche mit Goofy). Der linke Fuß steht dabei vorne.
 Riserpads/Shockpads
Gummis, die sich zwischen Deck und Achse befinden, um das Skateboard höher zu legen und um Wheelbites zu verhindern

## S

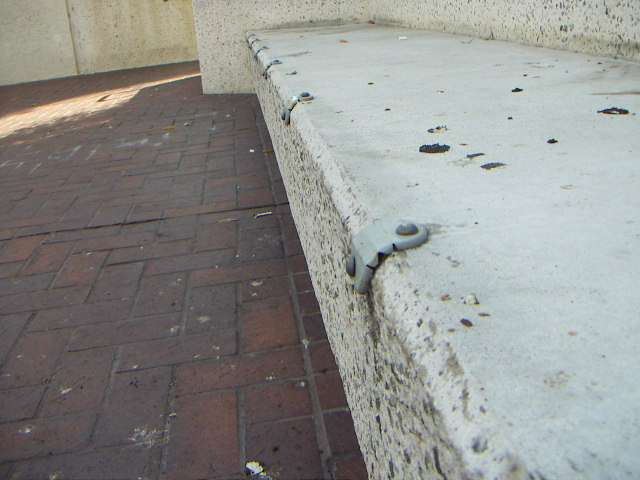
Skatestopper an einer Treppenstufe

Scorpion
Ein Sturz, bei dem der Skater auf Brust, Bauch und Gesicht fällt. Durch den Schwung der Vorwärtsbewegung fliegen seine beiden Füße so über den Hintern, dass er aussieht wie ein Skorpion.
 Set
Kurzform für Treppenset. (Siehe Steps)
 Set-Up
Engl. für „Anordnung“. Beschreibt die einzelnen Komponenten, aus denen ein Skateboard aufgebaut ist.
 Shockpads
Gummis, die sich zwischen Deck und Achse befinden, zur Federung und Schonung des Skateboards.
 Slalomboard
Ein ca. 70 cm langes Skateboard mit etwas größeren Rollen.
 Slam
Unkontrollierter und oft sehr schmerzhafter Sturz, bei dem ein Trick nicht sauber gelandet werden kann und es zu einem Sturz kommt.
 Slide
Engl. für rutschen. Eine Trickkategorie, bei der mit dem Deck über ein Hindernis gerutscht wird (siehe Skateboardtrick).
 Shoot-out
Unbeabsichtigtes „herausschießen“ (daher der Name) des Skateboards durch falsche Gewichtsverlagerung mit anschließendem Sturz
 Shredden
Hartes und kompromissloses Skaten für Material und Fahrer.
 Sketchy
Unsauberes Landen nach einem Trick. (Gegenteil von Clean)
 S.K.A.T.E
Ein Spiel, bei dem es darum geht, abwechselnd einen vorgelegten Trick zu kopieren. Bei Nichtgelingen bekommt derjenige einen Buchstaben. Wer zuerst das Wort Skate gesammelt hat, ist aus dem Spiel. Der letzte, der übrig bleibt, ist der Gewinner. Ähnelt dem Spiel „Horse“ beim Basketball.
 Skatepark
Anlage für Skateboarder mit verschiedenen Obstacles.
 Skatestopper
Sind kleine, meistens aus Metall gefertigte Hindernisse, die an Handrails und Curbs bzw. Bordsteinen angebracht sind. Sie sollen verhindern, dass Skateboarder daran grinden und sliden.
 Skatemag
Kurzform für Skateboard-Magazin, eine Zeitschrift, die sich großteils mit Skateboarding beschäftigt (z. B. Place, Monster Skateboard Magazine, Thrasher, Boardstein, Transworld Skateboarding, Kingpin …)
 Spot
Engl. für Ort bzw. Platz. Als Spot wird ein fahrbares Hindernis oder mehrere solcher Hindernisse an einem Ort bezeichnet. Zentral ist dabei, dass es sich nicht um einen künstlich geschaffenen Skatepark handelt, sondern um „natürliche“, im Stadtbild bereits vorhandene Architektur, die zum Skaten genutzt werden kann.
 Steps
Engl. für Treppenstufen. Treppen unterschiedlicher Höhe eignen sich als Gaps. Meistens dient die Anzahl der Stufen als Charakteristikum, da diese neben weiteren Einflüssen (wie etwa der Bodenbeschaffenheit) maßgeblich den Schwierigkeitsgrad eines Tricks an der betreffenden Treppe determiniert.
 Spacer
Distanzhülsen zwischen den beiden Kugellagern einer Rolle.
 Split
Holzaufsplittung am Deck (Meistens an Nose oder Tail). Häufig durch vertikales Aufkommen des Decks nach einem Sprung.
 Switch
Engl. für wechseln bzw. umschalten. Wenn ein Trick switch ausgeführt wird, dann wechselt der Skater für die Ausführung des Tricks seine Grundstellung von Regular zu Goofy, bzw. von Goofy zu Regular. Vergleichbar z. B. mit der Umstellung von Links- auf Rechtshändigkeit.

## T
Table
Engl. Tisch. Beschreibt den ebenen Teil einer Quarterramp, der sich hinter dem Coping befindet.
 Tail
Engl. für Schwanz. Hintere Aufbiegung eines Skateboards.
 Truck
Engl. für Achse.
 Rail Stand/Primo
Das Stehen auf einem auf die Seite gekippten Skateboard. Ausgangs- und/oder Endstellung für eine Reihe von Freestyle-Tricks.
 Transition
Engl. für Übergang. Gemeint ist die Rundung in Halfpipes, Miniramps oder Pools.
 Tool
Werkzeug für Skateboarder mit allen wichtigen Schlüsseln.

## U
U-Turn
Ein Fahrmanöver beim Skateboarden, bei dem eine 180-Grad-Drehung vollführt wird, um die Fahrtrichtung zu wechseln. Der Name rührt daher, dass der U-Turn von oben wie ein U aussieht.

## V
Vert
Engl. kurz für „Vertical“. Senkrechter Bereich einer Halfpipe.

## W
Wheelbite
Die Rollen berühren das Brett oder ein Gegenstand blockiert die Rollen, z. B. ein Stein. Das Brett bleibt sofort stehen und der Skater stürzt. Je höher die Geschwindigkeit des Skaters, desto größer ist die Wucht beim Aufschlag.
 Wheels
Engl. für Räder bzw. Rollen.
 Wheelietable / Manualpad
Erhöhte Plattform zum Ausführen von Manual-Tricks.
 Waist
Engl. für Taille. Der mittlere Teil eines Skateboards.
 Wallie / Wallride
Eine Art Ollie unter Zuhilfenahme eines senkrecht oder sehr steil zum Boden stehendes Hindernisses, z. B. die Ecke einer Wand oder eine kleine Mauer. Beim Abspringen wird dabei nicht wie beim Ollie mit dem Tail gepoppt, sondern das Board wird leicht angehoben und am Obstacle hochgedrückt.